# فلوران أوباما
فلوران أوباما (بالفرنسية: Florent Obama)‏ (15 ديسمبر 1991 بالكاميرون - ) هو لاعب كرة قدم كاميروني في مركز الدفاع. لعب مع نادي المغرب التطواني ونادي بوريرام يونايتد وTOT S.C. ‏ وChainat Hornbill F.C. ‏ وSukhothai F.C. ‏.